# Молчащий телефон
«Молчащий телефон» (известен также под названиями «Перевод» и «Телефон, который никогда не звонит»; яп. 鳴らない、電話; дословно — «Телефон не звонит») — третий эпизод аниме-сериала «Евангелион» от студии Gainax. Режиссёр — Хироюки Исидо, сценаристы — Акио Сацукава и Хидеаки Анно. Впервые эпизод был показан 18 октября 1995 года на TV Tokyo, набрав 7,1 % аудитории. На основе эпизода были выпущены футболки.
Синдзи рассказывает, что является пилотом Евангелиона-01, своим одноклассникам; один из них, Тодзи Судзухара, обвиняет его в травмах своей сестры, пострадавшей во время недавней битвы, и избивает его. К Токио-3 приближается ещё один ангел; Синдзи, сев в Еву-01, сражается с ним. Тодзи и его приятель Кенске Аида сбегают из убежища, чтобы посмотреть на битву. Синдзи берёт их в свою капсулу, чтобы спасти им жизнь, после чего, игнорируя приказ об отступлении, уничтожает ангела.

## Сюжет
Эпизод начинается со сцены тренировки Синдзи Икари в симуляторе управления Евангелионом-01. На следующий день он идёт в школу, в которую он перевёлся две недели назад. Тем временем капитану Nerv Мисато Кацураги, у которой он живёт, звонит главный научный сотрудник Nerv Рицуко Акаги, которая расспрашивает её про Синдзи. Мисато сообщает, что за всё время он так и не завёл друзей в школе.
Прибыв в класс, Синдзи слышит, как его одноклассники обсуждают недавнюю битву между Евой-01 и третьим ангелом, Сакиилом. Также в класс впервые приходит Тодзи Судзухара, который отсутствовал, так как присматривал за раненной в той битве сестрой. После того, как Синдзи рассказывает одноклассникам, что он является пилотом Евы-01, Тодзи обвиняет его в травмах сестры и избивает. Затем приходит пилот Евы-00 Рей Аянами и сообщает Синдзи, что их вызывают в штаб-квартиру Nerv, так как к Токио-3 приближается четвёртый ангел, Самусиил.
Жители города эвакуируются в убежища, а Синдзи, сев в Еву-01, отправляется сражаться с ангелом. Кенске Аида, одноклассник Синдзи, предлагает Тодзи сбежать из убежища, чтобы посмотреть на битву, на что тот соглашается. Тем временем Синдзи не справляется с Самусиилом и ангел подбрасывает Еву-01 в воздух, оборвав её кабель внешнего питания, вследствие чего она переходит на внутренний запас энергии, которого хватает только на пять минут. Она приземляется на холм рядом со сбежавшими Тодзи и Кенске. Ангел приближается, но Синдзи не может с ним сражаться, так как может задеть одноклассников. Тогда Мисато приказывает им залезть в капсулу пилота, а Синдзи — отступить. Синдзи, однако, не слушает её и нападает на ангела, уничтожив его ядро за несколько секунд до отключения Евы-01 прогрессивным ножом — оружием, лезвие которого вибрирует с высокой частотой и может прорезать объекты на молекулярном уровне.
Несколько дней спустя Кенске даёт Тодзи номер телефона Синдзи, чтобы тот извинился перед ним. Тодзи хочет позвонить, однако не решается на это.

## Производство
В 1993 году Gainax опубликовала «Предложение» (яп. 企画書), презентационный документ о «Евангелионе», в котором третий эпизод носил название «Первый телефонный звонок» (яп. 初めてのTEL). Изначально задумывалось, что после битвы Синдзи, Тодзи и Кенске отругали за то, что последние двое сели в капсулу пилота, после чего трое подростков должны были подружиться. Однако на этапе раскадровки эта часть была вырезана, и завязку дружеских отношений между ними было решено перенести на следующий эпизод («Дилемма дикобразов»).
Режиссёром эпизода является Хироюки Исидо, сценаристами — Акио Сацукава и Хидеаки Анно, раскадровщиками — Исидо и Кадзуя Цурумаки, главным аниматором — Нобухиро Хосои. Аниматор Ё Ёсинари принял участие в создании битвы между Самусиилом и Евой-01. Во вступительной музыкальной теме эпизода была использована песня «A Cruel Angel’s Thesis» в исполнении Ёко Такахаси, а в заключительной — «Fly Me to the Moon» в исполнении Клэр Литтли.

## Темы и отсылки
Ключевой темой «Молчащего телефона» является проблема межличностной коммуникации. Трудности Синдзи в общении с другими людьми были представлены сложными отношениями с Мисато и Рей. В разговоре с Мисато о нежелании Синдзи заводить друзей Рицуко цитирует Дилемму дикобразов — психологическую метафору, описывающую сложность достижения оптимальной психологической дистанции в межличностных отношений.
Одна из одноклассниц Синдзи имеет схожую внешность с Надей ла Арвалл — главной героиней предыдущего проекта Gainax Nadia: The Secret of Blue Water. В эпизоде упоминается дата Второго удара — 13 сентября 2000 года, что является отсылкой к британскому научно-фантастическому телесериалу «Space: 1999», в котором Луна в результате произошедшего 13 сентября 1999 года взрыва радиоактивных отходов изменила свою орбиту. Имя ангела Самусиила является отсылкой к ангелу Шимшиэлю в иудаизме и христианстве.

## Показ и критика
Впервые «Молчащий телефон» был показан 18 октября 1995 года на TV Tokyo, набрав 7,1 % аудитории.
Редактор Film School Rejects Макс Ковилл поставил «Молчащий телефон» на 19-е место в своём рейтинге эпизодов «Евангелиона», назвав бездействие Синдзи расстраивающим. Ритвик Митра из Screen Rant назвал избиение Синдзи Тодзи неоправданно жестоким. Аджай Аравинд из Comic Book Resources охарактеризовал агрессию Тодзи бессмысленной. Обозреватель Акио Нагатоми из Anime Café похвалил эпизод за то, как Синдзи справляется со своими трудностям в роли пилота Евы-01, за поведение мирных жителей при нападении ангелов, а также за саундтрек, анимацию и режиссуру, однако раскритиковал момент, когда Синдзи рассказывает одноклассникам, что он является пилотом. Джейн Нагатоми (также из Anime Café) назвала эпизод слишком предсказуемым.
Редакторы Screen Rant Джек Кэмерон и Адам Бич поставили битву Синдзи с Самусиилом на 12-е и 8-е места соответственно в своих рейтингах битв сериала, Леонард Мэнсон из Somagnews.com — на 8-е. Питер Кэхилл из Ex.org назвал битву довольно короткой, отметив, что в ней присутствуют бессмысленные разрушения и отчаянный героизм. Кристи Андерсон из Supanova Expo назвала момент, когда Синдзи спасает Тодзи и Кенске, одним из лучших в сериале.

## Продукция
Американская компания ADV Films 27 мая 1997 года выпустила LaserDisc-сборник «Neon Genesis Deluxe Collection 1», в который был включён «Молчащий телефон». Эпизод был включён в DVD-сборники «Second Impact Box» Gainax и «Евангелион. Том 1 серии 1―6» российской компании MC Entertainment, выпущенные 15 ноября 2000 и 21 апреля 2005 года соответственно. «Молчащий телефон» вошёл в Blu-ray-сборник «Neon Genesis Evangelion Blu-ray BOX», выпущенный японской компанией King Records 26 августа 2015 года. Японская компания Movic выпустила футболки, основанные на эпизоде.

### На японском языке
- Evangelion Chronicle (яп.). — DeAgostini, 2010. — Vol. 10.
- Evangelion Chronicle (яп.). — DeAgostini, 2010. — Vol. 26.
- Evangelion Chronicle (яп.). — DeAgostini, 2010. — Vol. 42.
- Gainax. Neon Genesis Evangelion Newtype 100% Collection = 新世紀エヴァンゲリオン NEWTYPE 100％ COLLECTION (яп.). — Kadokawa Shoten, 1997. — ISBN 4-04-852700-2.
- Neon Genesis Evangelion Film Books (яп.). — Kadokawa Shoten, 1996. — Vol. 2.
- Neon Genesis Evangelion Theatralical VHS Box Booklet (яп.). — King Amusement Creative, 1997.

### На других языках
- Cannarsi G. Evangelion Encyclopedia (итал.). — Dynit[англ.], 1998. — Vol. 2.
- Fujie K., Foster M. Neon Genesis Evangelion: The Unofficial Guide (англ.). — Tokyo: DH Publishibg, 2004. — 188 p. — ISBN 9780974596143.
- Gainax. The End of Evangelion (англ.). — 1997. — 38 p.
- Porori S. The Essential Evangelion Chronicle: Side B (фр.). — Glénat, 2010. — ISBN 978-2-7234-7121-3.